# Eilema monochroma
Eilema monochroma är en fjärilsart som beskrevs av Holland 1893. Eilema monochroma ingår i släktet Eilema och familjen björnspinnare. Inga underarter finns listade i Catalogue of Life.